# Андрей (поэма)
Андрей (др.-англ. Andreas) — религиозная поэма на древнеанглийском языке (уэссекский диалект) длиной в 1724 строки. Она сохранилась в рукописи из Верчелли. Поэма основана на греческой легенде о деяниях святого Андрея и рассказывает о том, как Андрей спас апостола Матфея от племени каннибалов. Ряд пассажей поэмы (например, описание бури на море) обладает высокими художественными достоинствами.